# Lijst van rijksmonumenten in Maastricht/Abtstraat
Een overzicht van de 10 rijksmonumenten in de stad Maastricht gelegen aan of bij de Abtstraat.
| Object                                                                                          | Oorspronkelijke functie?  | Bouwjaar               | Architect            | Locatie       | Coördinaten?                 | Nr.?   | Afbeelding        |
| ----------------------------------------------------------------------------------------------- | ------------------------- | ---------------------- | -------------------- | ------------- | ---------------------------- | ------ | ----------------- |
| Voormalig nonnenklooster Calvariënberg.                                                         | Klooster, kloosteronderdl | 1671-1710              |                      | Abtstraat 2   | 50° 50' 51" NB, 5° 41' 1" OL | 26637  | Meer afbeeldingen |
| Administratiegebouw Klevarie.                                                                   | Gezondheidszorg           | 1857                   | Carl Weber           | Abtstraat 2   | 50° 50' 52" NB, 5° 41' 1" OL | 506610 | Meer afbeeldingen |
| St. Elisabeth-tehuis.                                                                           | Gezondheidszorg           | 1887                   | Bilmeyer en Van Riel | Abtstraat 2b  | 50° 50' 50" NB, 5° 41' 1" OL | 506609 | Meer afbeeldingen |
| Huis met brede lijstgevel met koetshuis.                                                        | Gebouw                    | 19e eeuw               |                      | Abtstraat 4-6 | 50° 50' 48" NB, 5° 41' 3" OL | 26638  | Meer afbeeldingen |
| Huis met brede lijstgevel.                                                                      | Gebouw                    | tweede kwart 18e eeuw  |                      | Abtstraat 14  | 50° 50' 46" NB, 5° 41' 5" OL | 26639  | Meer afbeeldingen |
| Huis met lijstgevel.                                                                            | Gebouw                    | laatste helft 19e eeuw |                      | Abtstraat 16  | 50° 50' 46" NB, 5° 41' 5" OL | 26640  | Meer afbeeldingen |
| Huis met smalle lijstgevel, met ingang in Naamse steen.                                         | Gebouw                    | 18e eeuw               |                      | Abtstraat 20  | 50° 50' 45" NB, 5° 41' 5" OL | 26641  | Meer afbeeldingen |
| Laag huis met in de brede lijstgevel houten tussendorpelkozijnen en een ingang in Naamse steen. | Gebouw                    | 18e eeuw               |                      | Abtstraat 22  | 50° 50' 45" NB, 5° 41' 6" OL | 26642  | Meer afbeeldingen |
| Huis met lijstgevel.                                                                            | Gebouw                    | 18e eeuw               |                      | Abtstraat 24  | 50° 50' 44" NB, 5° 41' 6" OL | 26643  | Meer afbeeldingen |
| Huis met lessenaardak.                                                                          | Woonhuis                  | 18e eeuw               |                      | Abtstraat 26  | 50° 50' 44" NB, 5° 41' 6" OL | 26644  | Meer afbeeldingen |